# Anjanette Comer
Anjanette Comer est une actrice américaine, née le 7 août 1939 à Dawson au Texas.

## Biographie
Elle est née à en 1939 à Dawson au Texas. Elle est la sœur de Samuel Comer et de Nola Comer. Elle étudie à l'Université Baylor à Waco. En 1957, elle déménage à Los Angeles, elle étudie deux ans à Pasadena.
Elle a été mariée avec Robert Klane du 4 septembre 1976 au 24 octobre 1983. Ils ont divorcé. Elle s'est mariée en secondes noces avec Walter Koenig.

## Filmographie
- 1968 : En pays ennemi (In enemy country) de Harry Keller : Denise
- 1965 : Le Cher Disparu (The Loved One) de Tony Richardson : Aimee Thanatogenous
- 1966 : L'Homme de la Sierra (The Appaloosa) de Sidney J. Furie : Trini
- 1967 : Banning de Ron Winston : Carol Lindquist
- 1968 : La Bataille de San Sebastian de Henri Verneuil : Kinita
- 1975 : Lepke, le caïd (Lepke) de Menahem Golan : Bernice Meyer
- 1977 : Schmok (Fire Sale) d'Alan Arkin : Marion Fikus
- 1992 : La Main des ténèbres (Netherworld) de David Schmoeller : Mrs Palmer
- 1995 : À fleur de peau (The Underneath) de Steven Soderbergh : Madame Chambers

## Télévision
- 1964 : Bonanza saison 5 épisode 22 (Le cadeau) : Joan Wingate
- 1971 : The Deadly Hunt de John Newland : Martha
- 1972 : Columbo : Symphonie en noir : Jenifer Welles, une pianiste.
- 1974 : Shadow of Fear de Herbert Kenwith : Danna Forester
- 1977 : Dead of Night de Dan Curtis : Alexis